# 叶限
叶限是唐代段成式所著筆記小說《酉阳杂俎》〈續集·卷一·支諾皋上〉中所載的一個人物。《葉限》一般認為是童話故事《灰姑娘》的其中一個來源。《酉陽雜俎》於公元9世紀成書，早於夏爾·佩羅（Charles Perrault）於1697年所寫的《灰姑娘》（Cendrillon ou la petite pantoufle de verre）及格林兄弟於1812年所出版《格林童話》裏的《灰姑娘》（Aschenputtel）。

## 內容
在秦漢二朝之前，有一位吳姓洞主娶了兩位妻子。其中一位妻子早死，留下一名女兒，名叫葉限。葉限聰明伶俐，擅長淘金，深得父親的喜愛；但在父親死後，葉限受到後母的虐待，後母經常要求她到危險的地方伐木，或者到深水的井打水。一天，葉限得到一尾兩寸長、金色眼睛的金魚，並帶回家裏飼養。金魚一天一天的長大，只得把牠放到池裏飼養。只有葉限每次走到池邊的時候，金魚才會浮上水面伸出頭來。
葉限的後母騙了葉限的衣服後，穿上它走到池邊，然後殺死了金魚，並把牠燒來吃。葉限發現金魚不在池裏，放聲大哭。忽然，天上神仙降臨，安慰葉限，並要她把魚骨堀起，藏於家中；如此，向它祈禱的願望都能實現。於是葉限得到金銀珠寶與華衣美食。
到了某個節日，後母參與盛會，她吩咐葉限在家守著果樹。葉限待後母遠去後，亦悄悄跟上，還穿上翠綠色的紗紡上衣和一雙金鞋子。後母所生的女兒認出了葉限，後母看見葉限後亦起疑心；葉限害怕被她們發現，便匆匆回家，途中遺留了其中一隻金鞋子，由其他洞人所撿到。後母回家後，發現葉限抱樹而睡，便沒有追究。
一名洞人把金鞋子帶到洞穴附近的強大島國「陀汗」國售賣。國王得到金鞋子後，命令左右試穿，卻沒有人合穿。於是國王命令全國的婦人試穿那隻鞋子，發現她們全都不是那隻鞋子的主子。那隻金鞋子輕如羽毛，穿上它踏在石上也不會發出聲音。陀汗王認為洞人是搶回來的，便把他禁錮起來，但對之拷打後也無法得知金鞋子的來歷。
國王把金鞋子棄在路旁，並到處派人到人們的家裏搜查，如果搜出另一隻金鞋子，就將家裏的人捉拿。陀汗王在室內找到葉限，並發現她能夠穿上金鞋子，人們都相信她就是金鞋子的主人。由於葉限的一身打扮和舉止都美若天仙，國王便娶她為妻，並與葉限帶著魚骨一同回國。而葉限的後母及異母妹妹則被飛石擊中而死，洞人為了哀悼她們，就把她們埋在石坑裏，並命名為「懊女塚」。以後的人更會在塚前進行祭祀，而該處亦成了求女的地方。
陀汗王回國後，將葉限冊封為王后。回國後的第一年，陀汗王非常貪心，常常向魚骨祈求財寶，雖然都如願以償，但是到了第二年，魚骨就不靈驗了。國王把魚骨葬於海岸，以珍珠遮掩著，並以金銀圍著墓穴。之後，陀汗王出征討伐作亂的士兵時，打算將那些金銀珠寶都用作軍餉，但那些金銀珠寶都在某一天晚上都被海浪沖走了。

## 故事起源
关于《叶限》的起源目前仍众说纷纭。翻譯家楊憲益认为，这篇故事是从欧洲起源传入亚洲的。他在《譯餘偶拾》一書中指出，向段成式敘述此故事的是一個邕州人，而邕州相當於現今的廣西南寧，因此「這故事是由南海傳入中國的」。楊憲益指出格林兄弟版本的灰姑娘名為「Aschenbrödel」（通常作「Aschenputtel」），而Aschen是德文「灰」（ashes；盎格魯薩克遜語：Asecen）的意思，梵文為「Asan」，在語言發音方面有相近之處，所以“叶限”是对Aschen和Asan等的音译。
但另一部分主张故事是由亚洲传向欧洲的分学者则认为上述說法实则顯示了楊憲益對於中古漢語的不了解。如学者丁乃通即认为，在现代广西和广东一带的方言里“叶限”的发音与Aschen或Asan相差较大，且即使翻译错误也不足以说明问题。持广西壮族（《達架和達倉》）、印尼苏门答腊等观点者皆有。
而葉限所穿的金履「其輕如毛，履石無聲」，楊憲益認為這描述較貼近在法語以松鼠毛（Vair）製成的鞋子；但佩羅卻將「Vair」改為「Verre」（玻璃），這點解釋了為何一般童話故事書或改編動畫中，灰姑娘穿的都是玻璃鞋。

## 外部連結
- 说书：中国灰姑娘叶限--她落下的是一只金鞋子（页面存档备份，存于）
- 你知道中国唐代也有“灰姑娘”的故事吗？-中国教育在线（页面存档备份，存于）